# Kirkwood (California)
Kirkwood es un lugar designado por el censo ubicado en el condado de Alpine en el estado estadounidense de California. En el año 2000 tenía una población de 96 habitantes y una densidad poblacional de 11.7 personas por km².

## Geografía
Kirkwood se encuentra ubicado en las coordenadas 38°41′N 120°2′O / 38.683, -120.033. Según la Oficina del Censo, la ciudad tiene un área total de 8,2 km² (3,2 mi²), de la cual 5,7 km² (2,2 mi²) es tierra y 2,5 km² (1 mi²) (30.06%) es agua.

## Demografía
Según la Oficina del Censo en 2000 los ingresos medios por hogar en la localidad eran de $46,250, y los ingresos medios por familia eran $46,250. Los hombres tenían unos ingresos medios de $17,917 frente a los $11,250 para las mujeres. La renta per cápita para la localidad era de $14,853. Alrededor del 47.9% de la población estaba por debajo del umbral de pobreza.